# Біловишневе
Біловишне́ве — село в Україні, у Річківській сільській громаді Сумського району Сумської області. Населення становить 25 осіб. До 2018 орган місцевого самоврядування - Горобівська сільська рада.

## Географія
Село Біловишневе розташоване на правому березі річки Вир, вище за течією примикає село Горобівка, нижче за течією примикає село Омельченки, на іншому березі села: Зарічне та Воронівка.
Річка у цьому місці звивиста, утворює лимани та стариці.
Поруч пролягає автомобільний шлях Т 1908, залізниця, станція Торохтяний.

## Історія
- Село постраждало внаслідок геноциду українського народу, проведеного урядом СССР 1923–1933 та 1946–1947 роках[джерело?].
- 12 червня 2020 року, відповідно до Розпорядження Кабінету Міністрів України № 723-р «Про визначення адміністративних центрів та затвердження територій територіальних громад Сумської області» увійшло до складу Річківської сільської громади.[1] 19 липня 2020 року, в результаті адміністративно-територіальної реформи та ліквідації  Білопільського району, село увійшло до складу новоутвореного Сумського району[2].